# リヌス・ファンデンベルゲ
リヌス・ファンデンベルゲ（Marinus ("Rinus") van den Berge、1900年3月12日 - 1972年10月23日）は、オランダの陸上競技選手。1924年パリオリンピックの銅メダリストである。ロッテルダム出身。

## 経歴
ファンデンベルゲは、100mを得意とした短距離選手であった。1924年パリオリンピックでは、ヤン・デ・フリース、ハリー・ブロース、ヤープ・ブートとともに4×100mリレーに出場。この種目の世界記録はアメリカが1920年アントワープオリンピックの時に出した42秒2であったが、予選1組でイギリスが42秒0の世界新記録を樹立し、予選3組に出場したオランダも42秒0の世界タイ記録を樹立。しかしその直後の予選6組でアメリカが41秒2の世界新記録を出し、オランダの世界記録は1日足らずで破られた。決勝では、予選で世界記録を出したアメリカ、イギリスの金銀に次いで、ファンデンベルゲのいたオランダは銅メダルを獲得した。
ファンデンベルゲは、1928年アムステルダムオリンピックでは、100m、200m、400mそして4×400mリレーの4種目に出場。100m、200mは二次予選敗退。400mは一次予選敗退。4×400mリレーも予選敗退と結果を残すことができなかった。
ファンデンベルゲは、1925年から1932年の間に、100mでは4度、200mでは5度、オランダのチャンピオンに輝いている。

## 自己ベスト
- 100m - 10秒6 (1925年10月11日:パリ)
- 200m - 21秒3 (1930年6月15日:アムステルダム)